# 德拜
德拜（符号为D）是一种CGS制的矢量单位。 它是偶极矩（或称电偶极矩）的非国际标准单位（。这个单位为纪念物理学家彼得·德拜而以其名字命名。德拜被定义为1×10-18 直流库伦·厘米（statcoulomb-centimeter）。德拜被定义为相距1 Å的等量（10-10直流库伦）异种电荷间的偶极矩。（在较老的文献中一般用e.s.u.，即“electrostatic unit”的缩写）。德拜是一种较为方便的分子偶极矩的单位。
| 1 D | = 10-18 statC·cm                  |
|     | = 10-10 esu·Å[note 2]             |
|     | = 1⁄299,792,458×10-21 C·m[note 5] |
|     | ≈ 3.33564×10-30 C·m               |
|     | ≈ 1.10048498×1023 qPlP            |
|     | ≈ 0.393430307 ea0[2]              |
|     | ≈ 0.20819434 eÅ                   |
一般双原子分子的偶极矩在0至11 D的範围内，对称的同原子分子，像是氯分子的偶极矩为零；而高度离子化的物质，例如气态的溴化钾之偶极矩為10.41 D。
因一般分子的偶極矩若使用舊制的国际标准单位來表示，數字極大，並不方便使用，所以德拜这个非国际标准单位在原子物理与化学中仍很常見。国际标准单位在2022年十一月引入了字首 q (quecto-, 10−30)，解決了這個問題，1 qC·m 約為 0.3 D。

## 注解
1. ↑  偶极矩定义为电荷量与位移的乘积:
p = qr
2. 1 2  直流库伦（或“静电库仑”，statcoulomb，简写为“statC”）也被记为电荷的法兰克林单位（franklin unit）或静电制电量单位（electrostatic unit）。
| 1 statC | =1 Fr  |
|         | =1 esu |
3. ↑  这是一种与一般共价键长度大小相近的单位。 
| 1 Å | = 100 pm  |
|     | = 10-8 cm |
|     | = 10-10 m |
4. ↑  10-10靜庫侖约为0.2083e（e为元电荷）。
5. ↑  德拜等于1×10-21 C·m2/s除以真空中的光速。反之有：1 C·m = 2.99792458×1029 D。